# Халід ібн Сауд
Халід ібн Сауд (араб. خالد بن سعود بن عبد العزيز بن محمد آل سعو; нар. 1811 — 1861) — 4-й емір Неджду в 1837—1841 роках.

## Життєпис
Походивз династії Саудитів. Син дірійського еміра Сауда I. Народився 1811 року. Виховувався у дусі ваххабізму. Після падіння Ед-Дірії в 1818 році потрапив у полон. Мешкав в Єгипті до 1836 року, дездобув всебічну освіту в європейському дусі.
Тоді Мухаммед Алі вирішив знову підкорити Неджд. У липні 1836 року з Каїра виступило військо під командуванням Ісмаїл-бея, валі Медіни. У травні 1837 року єгиптяни досить легко опанували Ер-Ріядом, деоголосили Халіда новим еміром. Колишній емір Фейсал ібн Туркі зумів закріпитися в Хуфуфі, де яклав угодуз Іслам-беєм, заякоюХалід ібн Сауд отримав лише Центральний Неджд. Але в жовтні 1838 року прийшло підкріплення з Єгипту, завдяки чому у грудні того ж року Фейсала було переможено й захоплено у полон. Втім фактична влада належала єпгипетському командувачу Хуршид-паші. До того ж релігійні лідери ваххабітів не визнали його влади.
Усім союзникам Фейсала Хуршид-паша гарантував мир за умови, що ті підкоряться Халіду. У Неджді настала відносна стабільність. Єгиптяни під орудою Саада ібн Мутлака спробували розширити сферу свого впливу до Ель-Хаси, Оману, Бахрейну, Кувейту, Ємену і навіть Іраку, але проти цього виступили британці. 1839 року британські війська висадилися в Адені. Після поразок Мухаммеда Алі в Передній Азії у тому ж році становище єгиптян погіршилося. У березні 1840 року Хуршид-паша вирішив залишити емірат. Тут залишилося лише кілька залог для формальної підтримки Халіда. Втім емір зовсім не користувався прихильністю знаті й населення. Знову спалахнула усобиця між племенами за контроль над караванними шляхами. Тому він вирішив заручитися підтримкою Великої Британії, відправивши листа її представнику в Бахрейні, але не отримав відповіді.
У серпні 1841 року, коли Халід поїхав прощатися з Хуршид-пашою, що залишав Аравію, підняв повстання його далекий родич Абдуллах ібн Тунаян. Відчуваючи неміцність свого становища, Халід відступив до Східної Аравії. Незабаром зазнав поразки й втік до Бахрейну, звідти в Кувейт, а потім через Касим до Хіджазу, де й оселився, отримуючи платню від Мухаммеда Алі, а з 1850-х років — відосманського султана.
У 1850-х роках він скаржився османському дивану на еміра Фейсала, який відмовлявся платити данину Османській імперії, і пропонував організувати похід на емірат Неджд, але не отримав відповіді. Помер 1861 року.